# Viceadmiraal

Insigne.

Pour le viceadmiraal des forces armées belges, voir vice-amiral (Belgique).
Viceadmiraal est un grade de la marine néerlandaise. 

## Description
C'est un grade d'officier général, il est situé au-dessus du schout-bij-nacht et en dessous du luitenant-admiraal.

## Équivalence OTAN
Il s'agit, selon l'OTAN, d'un grade OF-8. 